# Moulin de Wijk de Duurstede
Moulin de Wijk bij Duurstede est un tableau peint entre 1668 et 1670 par Jacob van Ruisdael. Il mesure 83 × 101 cm. Il est conservé au Rijksmuseum à Amsterdam. 

## Description
Wijk bij Duurstede est situé là où le Rhin se divise pour former le Lek et le Kromme Rijn (Rhin courbé).
Le tableau représente le Lek. À droite on aperçoit la tour de l'église Saint Jean de Wijk, alors inachevé et à l'arrière le château, aujourd'hui en ruines. Aujourd'hui le moulin à vent existe toujours, mais ce n'est pas le même que sur cette peinture, on peut passer dessous.